# 浦郷町
浦郷町（うらごうちょう）は、島根県知夫郡にあった町。現在の西ノ島町大字浦郷にあたる。本項では発足時の名称である浦郷村（うらごうむら）についても述べる。

## 地理
- 海洋:日本海、国賀浦、船引運河
- 島嶼:西ノ島の西部分、大桂島

## 歴史
- 1904年（明治37年）5月1日 - 島根県隠岐国ニ於ケル町村ノ制度ニ関スル件の施行により、近世以来の浦之郷村が単独で自治体を形成して浦郷村が発足。
- 1946年（昭和21年）11月3日 - 浦郷村が町制施行して浦郷町となる。
- 1957年（昭和32年）2月11日 - 黒木村と合併して西ノ島町が発足、同日浦郷町廃止。